# قرص مفصلي
قرص مفصلي (بالإنجليزية: Articular disk)‏ قرص رقيق بيضوي من غضروف ليفي موجود في عدة مفاصل في الجسم ويفصل الأجواف الزليلية عن بعضها. وبهذا الفصل يمكن استقلال الحركة في كل طرف.